# Cetatea Histria (film)
Cetatea Histria este un film românesc din 1957 regizat de Ion Bostan.